# Laura Kiehne
Laura Kiehne (* 1988 in Ost-Berlin)  ist eine deutsche Schauspielerin und Dramaturgin.

## Leben
Laura Kiehne wurde 1988 in Ost-Berlin geboren. Schon im Alter von 17 Jahren begann sie 2006 an der Hochschule für Schauspielkunst Ernst Busch zu studieren. 2010 schloss sie ihr Studium erfolgreich mit Diplom ab und debütierte als Johanna in Die Jungfrau von Orléans bei den Volksschauspielen auf der Freilichtbühne Ötigheim in Baden. Im gleichen Jahr ging sie ans Schauspiel Essen, wo sie ihr erstes Engagement erhielt. Hier spielte sie unter anderem das Gretchen in Goethes Faust. Im Jahr 2014 wechselte sie an das Stadsteater Uppsala in Schweden, hier spielte sie beispielsweise mit Özz Nûjen und Francisco Sobrado in dem Stück Der Kuss der Spinnenfrau. Kiehne war seitdem wiederholt als Gastschauspielerin am Schauspiel Essen tätig. Von 2013 bis 2016 studierte sie an der Hochschule für Musik und Theater Hamburg, wo sie 2017 einen Master of Arts in Dramaturgie erwarb.
Im Fernsehen wurde sie vor allem in der Rolle der Ilse Ritter bekannt, die sie in der Fernsehserie Babylon Berlin verkörperte. Sie war auch in anderen Fernsehserien zu sehen, wie beispielsweise In aller Freundschaft – Die jungen Ärzte oder Bella Block.
Laura Kiehne engagiert sich auch kulturpolitisch und war von 2016 bis 2021 im Vorstand des bundesweit agierenden ensemble-netzwerk tätig. Das Netzwerk hat sich zum Ziel gesetzt, die Arbeitsbedingungen für Theaterschaffende zu verbessern. Themen sie hier unter anderem die Forderung nach einer Orientierung am Tarifvertrag des Öffentlichen Dienstes, die Reduzierung des Gender-Paygaps oder Unterstützung in Pandemiezeiten.

## Filmografie
- 2014: Heiter bis tödlich: Koslowski & Haferkamp
- 2015: Wanja
- 2016: Ku’damm 56
- 2016: In aller Freundschaft – Die jungen Ärzte
- 2017–2020: Babylon Berlin
- 2017: Bella Block (Folge: Stille Wasser)
- 2019: Alle in einem Boot

## Hörspiele
- 2010: Werner Bräunig: Wismutspiel. Szenen aus dem Roman Rummelplatz von Werner Bräunig (Ingrid) – Bearbeitung, Dramaturgie und Regie: Gabriele Bigott (Hörspielbearbeitung – RBB/WDR)[7]